# Maria Visitatiekerk (Krakau)
De Kerk van Maria-Visitatie (Pools: Kościół Nawiedzenia Najświętszej Maryi Panny) is een historisch rooms-katholiek kerkgebouw in Krakau. Alternatieve namen voor de kerk zijn Karmelietenkerk op het Zand of Kerk van Onze-Lieve-Vrouw op het Zand. Dit godshuis in de wijk 'Na Piasku' (vertaling: op het zand) is de eerste kerk van de karmelieten in Krakau. De naam van de straat waar de kerk aan is gelegen (ul. Karmelicka) verwijst naar de orde. In 1997 verhief paus Johannes Paulus II het gebouw tot basiliek.

## Geschiedenis
Volgens de overlevering werd hier in de 11e eeuw de eerste kerk door hertog Wladislaus I gesticht. Een visioen had hem naar deze plek ten noordwesten van de stadsmuren gebracht. De koning vond in het zand bloeiende viooltjes die hem genazen van scheurbuik.
De eerste kerk werd echter in 1395 gebouwd op initiatief van koningin Hedwig en koning Wladislaus II Jagiello. Op de buitenmuur van de kerk langs de Garbarskastraat bevindt zich een steen met een voetafdruk, die door de koningin zelf zou zijn geplaatst.
In 1397 werd de kerk aan Praagse karmelieten overgedragen, die op uitnodiging van de Poolse monarchen naar Krakau kwamen. Deze gotische kerk is grotendeels verwoest tijdens de 'Zweedse Zondvloed', zoals de bezettingsperiode van Polen door Zweden in 1655 wordt genoemd. De herbouw van de kerk volgde in barokke stijl, ze werd ingewijd in 1679.
Talrijke koningen kwamen naar deze kerk om te bidden. Koning Jan III Sobieski bad hier op 15 augustus 1683 bij de beeltenis van het genadebeeld Onze-Lieve-Vrouwe van het Zand voordat hij ten strijde trok om het christelijke Wenen te behoeden voor een islamitische verovering door de Ottomanen.
Toen in 1772 de Poolse onafhankelijkheidsbeweging de controle over de oude stad van Krakau verkreeg, gebruikten Russische troepen de net buiten de muren gelegen kerk als militair steunpunt, hetgeen het gebouw aanzienlijke schade opleverde.

## Beschrijving
De kerk is een eenvoudige uitvoering van de Petrus en Pauluskerk te Krakau, een kerkgebouw dat werd ontworpen naar het concept van de Romeinse jezuïetenkerk Il Gesù. Het hoogaltaar uit het einde van de 17e eeuw is een van de grootste houtgesneden hoogaltaren van Krakau en toont een reliëf van het bezoek van de Heilige Maagd aan haar nicht Elisabeth. Bezienswaardig is ook het barokke koorgestoelte uit 1752 met tussen de beelden van engelen door Antoni Konikiewicz gemaakte schilderwerken van scènes uit de geschiedenis van de orde van de karmelieten.

## Onze-Lieve-Vrouw van het Zand

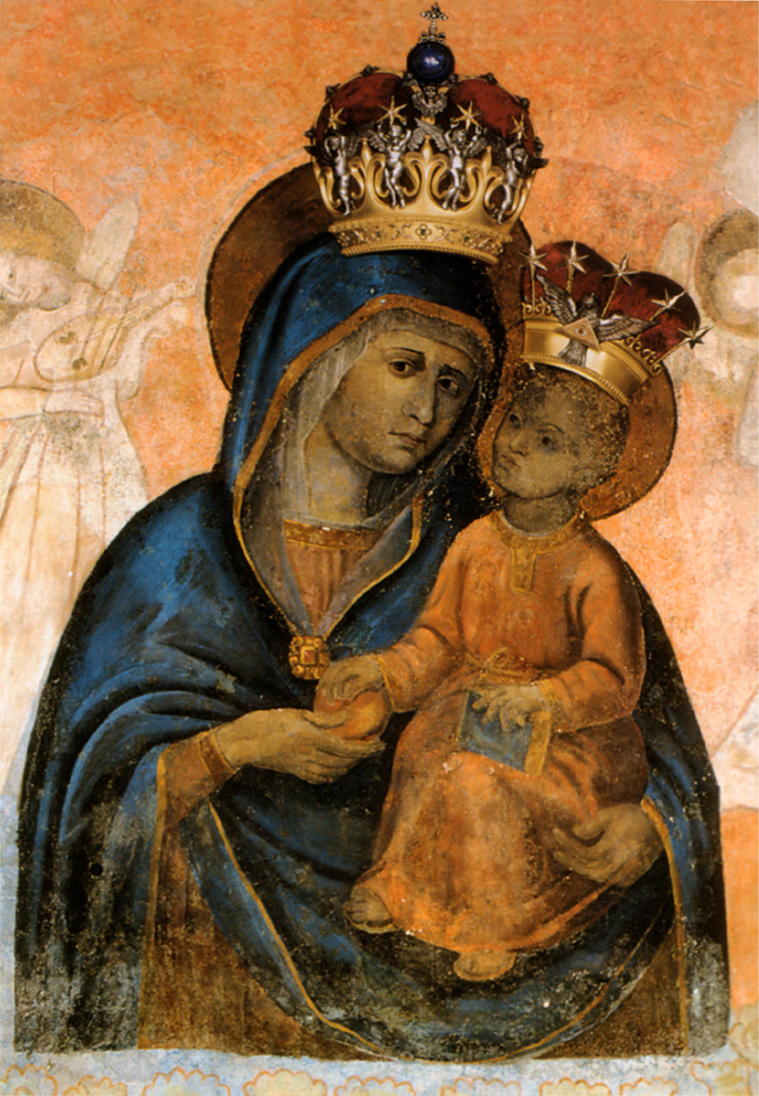
Onze-Lieve-Vrouwe van het Zand

Vanwege een genadebeeld van Onze-Lieve-Vrouwe van het Zand vormt de kerk een bedevaartkerk. De afbeelding van Maria met het Kind Jezus op haar arm meet 1,00 bij 1,50 meter en werd omstreeks 1500 door een onbekende monnik geschilderd. Oorspronkelijk bevond de afbeelding zich op een buitenmuur, maar later werd er een kapel omheen gebouwd. De afbeelding wordt door tal van verhalen omgeven. Zo zou het kunstwerk slechts gedeeltelijk door de monnik zijn gemaakt. Nadat de monnik stopte met schilderen om deel te nemen aan de vespers, bleek de volgende ochtend het schilderij reeds geheel voltooid. Ook verschenen er in 1518 op onverklaarbare wijze lichtjes rond de afbeelding. Nadat de Zweden de kerk verwoestten, bleef Onze-Lieve-Vrouwe van het Zand nagenoeg onbeschadigd. Dit werd als een groot wonder uitgelegd en deed de al bestaande cultus rond het genadebeeld fors aanzwellen.
In 1883 werden er kroontjes aan de afbeelding toegevoegd. Deze kroontjes werd gemaakt door de bekende Poolse kunstschilder Jan Matejko, die zelf in 1864 in de Onze-Lieve-Vrouw Visitatiekerk trouwde.